# Bréaugies
Bréaugies is een gehucht in het Franse Noorderdepartement, gelegen in de gemeente Bellignies. Het ligt ruim een kilometer ten zuiden van het dorpscentrum van Bellignies.

## Geschiedenis
Bij de oprichting van de gemeenten op het eind van het ancien régime werd Bréaugies een gemeente. In 1825 werd de gemeente, die zo'n 100-tal inwoners telde, opgeheven en bij de gemeente Bellignies gevoegd.

## Bezienswaardigheden
- De oude dierendrinkplaats, gebouwd in de 19de eeuw. De drinkplaats werd gerestaureerd tussen 2008 en 2011.[1]